# F. League 2007-2008
La F. League 2007-2008 è la 1ª edizione della massima divisione giapponese di calcio a 5.

## Squadre
Le squadre che hanno partecipato alla 1ª edizione della massima divisione giapponese 2007/2008 sono:
| Squadre               | Città/Prefettura    | Palazzetto                          | Anno di fondazione |
| --------------------- | ------------------- | ----------------------------------- | ------------------ |
| Bardral Urayasu       | Urayasu, Chiba      | Urayasu General Gymnasium           | 1998               |
| ASV Pescadola Machida | Machida, Tokyo      | Machida Municipal General Gymnasium | 1999               |
| Shonan Bellmare       | Hiratsuka, Kanagawa | Odawara Arena                       | 2007               |
| StellAmigo            | Hanamaki, Iwate     | Hanamaki Arena                      | 1996               |
| Nagoya Oceans         | Nagoya, Aichi       | Taiyo Yakuhin Ocean Arena           | 2006               |
| Shriker Osaka         | Osaka, Osaka        | Osaka Municipal Central Gymnasium   | 2002               |
| Deução Kobe           | Kōbe, Hyogo         | Kobe Green Arena                    | 1993               |
| Vasagey Oita          | Ōita, Ōita          | Oozu Sports Park                    | 2003               |

## Classifica
| P | Team                      | Pts | Pld | W  | D | L  | GF | GA | GD  | Qualificata            |
| - | ------------------------- | --- | --- | -- | - | -- | -- | -- | --- | ---------------------- |
| 1 | Nagoya Oceans             | 53  | 21  | 17 | 2 | 2  | 98 | 33 | +65 | AFC Futsal Club Champ. |
| 2 | Bardral Urayasu           | 47  | 21  | 14 | 5 | 2  | 79 | 39 | +40 |                        |
| 3 | Deução Kobe               | 34  | 21  | 9  | 7 | 5  | 54 | 46 | +8  |                        |
| 4 | ASV Pescadola Machida     | 31  | 21  | 10 | 1 | 10 | 88 | 72 | +16 |                        |
| 5 | Shonan Bellmare           | 25  | 21  | 8  | 1 | 12 | 58 | 68 | -10 |                        |
| 6 | Vasagey Oita              | 20  | 21  | 6  | 2 | 13 | 50 | 83 | -33 |                        |
| 7 | Shriker Osaka             | 19  | 21  | 5  | 4 | 12 | 48 | 74 | -26 |                        |
| 8 | StellAmigo Iwate Hanamaki | 11  | 21  | 3  | 2 | 16 | 36 | 96 | -60 |                        |

### Verdetti
- Nagoya Oceans  Campione del Giappone 2007-2008
- Nagoya Oceans qualificata alla AFC Futsal Club Championship

Vedi: F. League

## Premi

### Premio Fairplay
- Shonan Bellmare Futsal

2007 - 08

### Premi individuali

#### Most Valuable Player (MVP)
- Kaoru Morioka (Nagoya)

2007- 08